# Азольский, Анатолий Алексеевич
Анатолий Алексеевич Азольский (27 июля 1930, Вязьма — 26 марта 2008, Москва) — русский писатель, инженер; лауреат премии русского Букера (за роман «Клетка»).

## Биография
Родился 27 июля 1930 года в Вязьме, в семье Алексея Фёдоровича Азольского, военнослужащего (полковник интендантской службы с 1945 года). Окончил Высшее военно-морское училище имени М. В. Фрунзе (теперь Санкт-Петербургский военно-морской институт). В 1952—1954 годах служил морским офицером — корабельным артиллеристом, затем работал в Кунцевском морском клубе ДОСААФ, был командиром тральщика при спасательной станции на Москве-реке, позже до 1965 года работал инженером на предприятиях Москвы.
Умер 26 марта 2008 года. Похоронен в Москве на Хованском кладбище (Центральная территория, участок № 34и).

## Творчество
Первый рассказ был напечатан в 1965 году. В 1968 году журнал «Новый мир» Александра Твардовского анонсировал его роман «Степан Сергеич». Но, дважды отклонённый цензурой, он появился в журнале только в 1987 году. Тогда же журнал «Знамя» напечатал другой его роман — «Затяжной выстрел» («Море Манцевых»). С тех пор Азольский был постоянным автором «Нового мира», «Дружбы народов», «Знамени», «Континента».
В 1997 году за повесть «Клетка» писателю была присуждена премия «Русский Букер». Кроме того, публикации Азольского отмечены премиями журналов «Дружба народов» (1999) и «Новый мир» (2000).
Азольский был членом Союза писателей СССР, Русского ПЕН-центра, членом международной ассоциации писателей баталистов и маринистов. Его романы, повести и рассказы переводились на немецкий, польский, эстонский и китайские языки. В критике отмечалось умение Азольского создать авантюрное повествование на материале советской эпохи, открытие им нового типа персонажа — героического одиночки, отстаивающего своё право на жизнь в ситуации усугубляющегося, спровоцированного идеологией абсурда. Проводились параллели между прозой Азольского и литературой абсурда, произведениями Грэма Грина (в частности, на это указывал Евгений Ермолин).
По произведениям писателя сняты популярные фильмы и сериалы: «Диверсант», «Забытый», «Степан Сергеич», «Неизвестные страницы из жизни разведчика». Азольский писал и печатался до конца жизни — в февральском «Новом мире» за 2008 год опубликован его рассказ «Предпоследние денёчки».

## Избранная библиография

### Романы и повести
- «Степан Сергеич» (1968—1987). Роман. Экранизирован в 1989 году — «Степан Сергеич» (Беларусьфильм)
- «Легенда о Травкине» (1976—1984). Роман.
- «Затяжной выстрел» («Море Манцевых») (1987). Роман.
- «Лишний» (1988). Повесть. Экранизирована в 1990 году — «Неизвестные страницы из жизни разведчика».
- «Пароход» (1989). Повесть.
- «Окурки» (1992). Повесть.
- «Нора» (1994). Повесть.
- «Розыски абсолюта» (1995). Повесть.
- «Клетка» (1996). Повесть. Литературная премия «Русский Букер» за лучший роман на русском языке за 1997 год.
- «Война на море» (1996). Повесть.
- «Женитьба по-балтийски» (1997). Повесть.
- «Облдрамтеатр» (1997). Повесть. Экранизирована в 2011 году — телесериал «Забытый» (режиссёр — Владимир Щегольков).
- «Труба» (1997). Повесть.
- «Лопушок» (1998). Роман.
- «Кровь» (1999). Роман.
- «Патрикеев» (1999). Повесть.
- «Монахи» (2000). Роман.
- «ВМБ» (2001). Повесть.
- «Диверсант» (2002). Роман. Экранизирован в 2004 году — телесериал «Диверсант», в 2007 году был снят телесериал «Диверсант. Конец войны», а в 2020 году — «Диверсант. Крым».
- «Белая ночь» (2003). Повесть.
- «Глаша» (2003). Повесть.
- «Кандидат» (2004). Повесть.
- «Полковник Ростов» (2006). Роман.
- «Афанасий» (2007). Повесть.
- «Маргара, или Расстреляйте меня на рассвете» (2007). Повесть.
- «Посторонний» (2007). Роман.

### Рассказы
- «Эта проклятая война» (1965).
- «Берлин — Москва — Берлин» (1994).
- «Кто убил Кирова. Опыт домашнего расследования» (1994).
- «Искусство кино» (1996).
- «Разговор» (1996).
- «Кое-что о себе» (1997).
- «Гейнц Гудериан, Николай Гребёнкин и другие» (1997).
- «Полёт к солнцу» (1997).
- «Атомная болезнь» (1998).
- «Могила на Введенском кладбище» (1999).
- «Нескромное очарование линкоров» (1999).
- «Крысы» (1996).
- «Большой террор» (1998).
- «Свобода и равенство» (1998).
- «Учитель» (2000).
- «Идеалисты» (2000).
- «Мужчина и женщина» (2000).
- «Высокая литература» (2002).
- «Севастополь и далее» (1989—2003).
- «Связник Рокоссовского» (2004).
- «Смерть Кирова. Комментарий к выстрелу» (2004).
- «Не убий» (2004).
- «Неблагочестивый танкист» (2004).
- «Бизнес» (2005).
- «Иосиф и его братья» (2007).
- «Война без войны» (2007).
- «Предпоследние денёчки» (2008).